# История почты и почтовых марок Адена
История почты и почтовых марок Адена описывает развитие почтовой связи в Адене, городе в Южном Йемене, во времена его колониального подчинения Великобритании с первой половины XIX века до середины 1960-х годов и условно подразделяется на два основных периода, которые соответствуют существованию в этой местности на юге Аравийского полуострова:
- британской колонии в составе Британской Индии (1839—1937),
- отдельной Аденской колонии, для которой с 1937 по 1965 год издавали собственные марки.

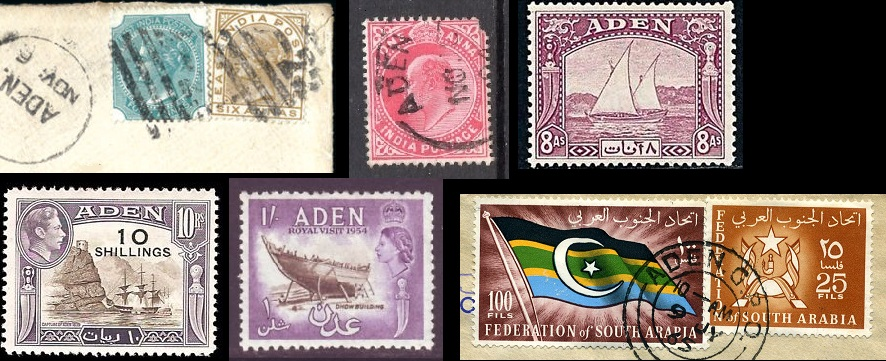
Филателистические материалы Адена: верхний ряд —, ; нижний ряд — марки времён (1951) и (1954), (1965), погашенные на главпочтамте Адена

## Развитие почты

### Домарочный период
Расположение Адена сделало его популярным портом обмена почтовой корреспонденции, которая пересылалась между пунктами вокруг Индийского океана и Европы. Когда С. Б. Хейнс (S. B. Haines), капитан индийской морской пехоты в составе военно-морского флота Ост-Индской компании, занял Аден 19 января 1839, в поселении незамедлительно была создана почтовая служба, укомплектованная двумя почтовыми служащими и четырьмя почтальонами. В июне 1839 года появился временный почтмейстер. Почта в Адене официально существует с 15 июня 1839 года, хотя штатный почтмейстер приступил к работе лишь в 1857 году. На протяжении 18 лет обязанности почтмейстера за небольшую зарплату исполнял один из чиновников аппарата английского политического агента в Адене и даже гражданский хирург.

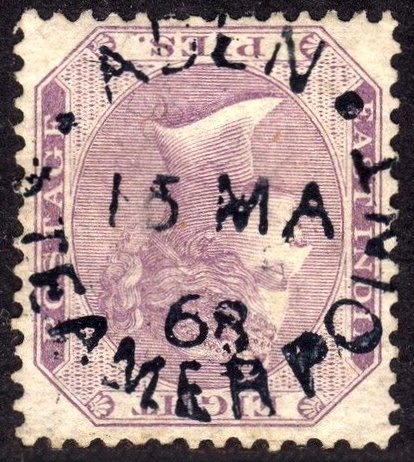
Оттиск почтового штемпеля Ат-Тавахи в Адене на почтовой марке Британской Индии. Изображение марки перевёрнуто, чтобы можно было прочесть оттиск штемпеля с датой 15 мая 1868 года

### Применение штемпелей и марок Британской Индии[^]
Согласно Закону об индийской почте 1837 года (раздел ХХ) все частные суда были обязаны перевозить письма по установленным почтовым тарифам. На перевозимые судами письма домарочного периода в Адене ставился оттиск резинового штемпеля. Несмотря на то, что данные штемпели использовались до 1867 года, они встречаются редко.
С 1 октября 1854 года в Аденском поселении в обращении были наклеиваемые почтовые марки Британской Индии, и этот порядок существовал до тех пор, пока в 1937 году Аден не стал отдельной коронной колонией. Будучи форпостом Британской Индии, Аден получил оттуда первые почтовые марки, изготовленные с помощью литографской печати, причём они появились в обращении в Адене в то же время, когда были эмитированы в материковой Индии.
До 1857 года единственное аденское почтовое отделение находилось в Кратере, позже известном как Аденский кантонмент (англ. Aden Cantonment), или Аденский военный лагерь (Aden Camp). Почту в Стимер-Пойнт и из него везли на верблюдах.
В 1857 году был назначен почтмейстер, и главпочтамт перенесли в новое здание в Стимер-Пойнте.
Конверты из Адена с индийскими марками встречаются довольно редко.
Хотя на применявшихся почтовых марках Британской Индии не было специальных аденских надпечаток, многие из них могут быть опознаны (даже в случае марок, снятых с конверта) по частому использованию числа «124» на почтовых штемпелях — номера, присвоенного Адену в составе идентификационной системы индийского почтового ведомства. Впрочем, для идентификации отделений в Адене также использовались другие цифры и буквы: среди них — «132», «125», «A/125», «B» и «B-22»[≡].
1 апреля 1937 года Аден был отделён от Британской Индии, получив статус британской коронной колонии.

## Выпуски почтовых марок

### Правление Георга VI[^].Первые марки[^]
Первыми почтовыми марки с надписью «Aden» («Аден»), изданными для британской Аденской колонии, стала серия видовых миниатюр[≡]. Она была отпечатана компанией De La Rue & Co. и поступила в почтовое обращение в 1937 году. В силу сложившихся на тот момент обстоятельств, на марках не был запечатлён английский король Георг VI. В 1939 году был сделан новый выпуск почтовых марок, на этот раз с портретом короля, как и на последующих собственных выпусках Адена.

Почтовые марки Аденской колонии в период правления Георга VI
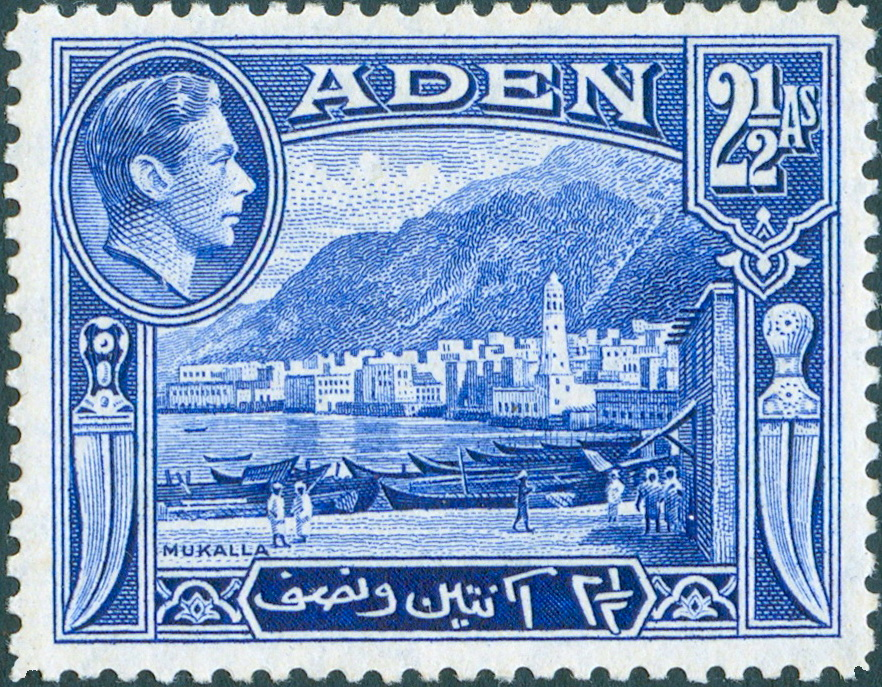
1939: Мукалла. Аден известен изображением лодок и судов на своих марках. Мукалла расположена на побережье Хадрамаута, примерно в 500 км к востоку от Адена, на территории, являвшейся на дату выпуска марки, протекторатом Аден (Sc #21)
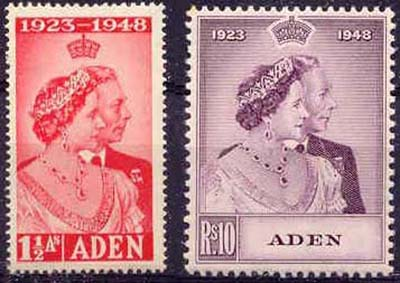
1948: марки из омнибусного «Серебряного юбилейного выпуска»[англ.]  в честь серебряной свадьбы короля Георга VI (Sc #30, 31)
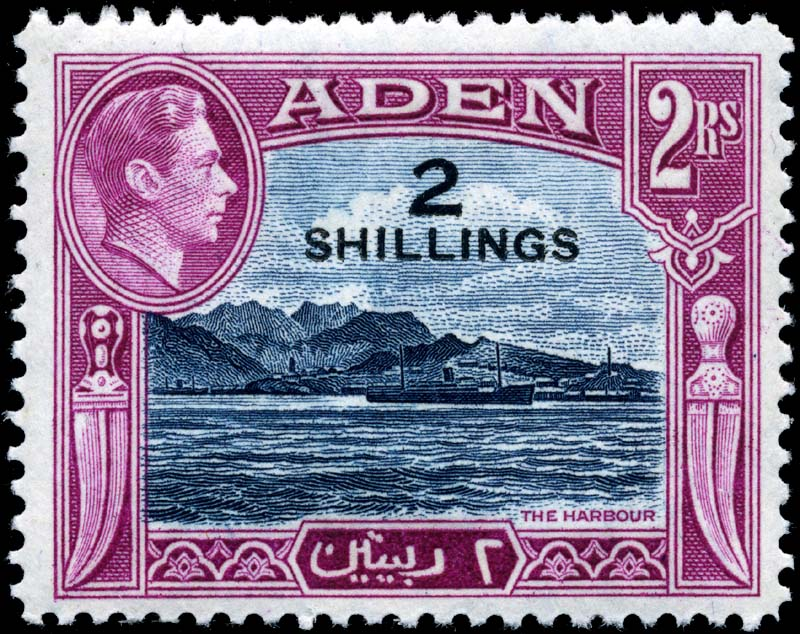
1951: гавань. Вид Стимер-Пойнта и внешней стороны края вулкана в районе Кратера[англ.] на заднем плане (Аден построен у кратера бывшего вулкана)

Однако султаны в Хадрамауте (чьи территории находились в составе британского Протектората Аден с 1880-х годов) возражали против присутствиях на марках иностранного правителя. В конечном итоге британской администрации пришлось эмитировать в 1942 году специальные марки: с дополнительными надписями «Kathiri State of Seiyun» («Султанат Касири») и «Qu’aiti State of Shihr and Mukalla» («Султанат Куайти»; позже Султанат Куайти в Хадрамауте) и с портретами соответствующих султанов.

Почтовые марки для султанатов в Хадрамауте (1942)
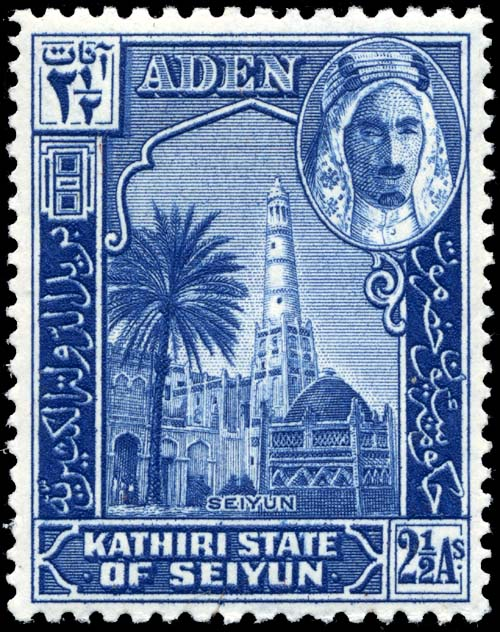
Султанат Касири: Сайвун и султан Джафар ибн аль-Мансур
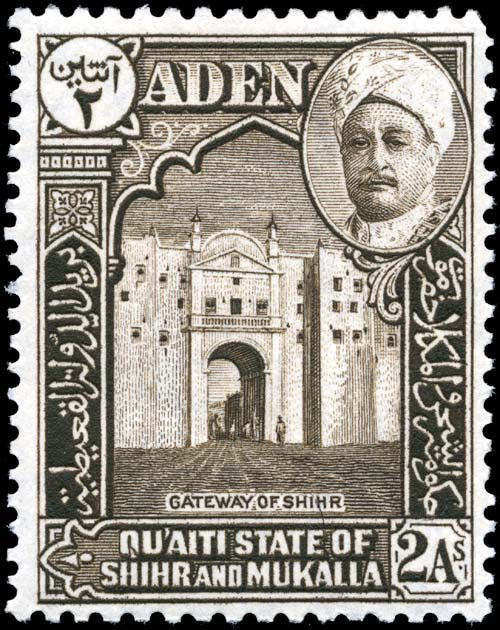
Султанат Куайти: ворота Шихра и султан Салех ибн Галиб аль-Куайти

Все эти типы почтовых марок были в обращении в Адене и в Протекторате Аден.

### Правление Елизаветы II[^]
В годы правления королевы Елизаветы II выпуск почтовых марок с надписью Аден продолжался и был прекращён 31 марта 1965 года, когда все они были изъяты из обращения. Помимо стандартных марок, также выпускались памятные марки Адена.

Почтовые марки Аденской колонии (1953) в период правления Елизаветы II
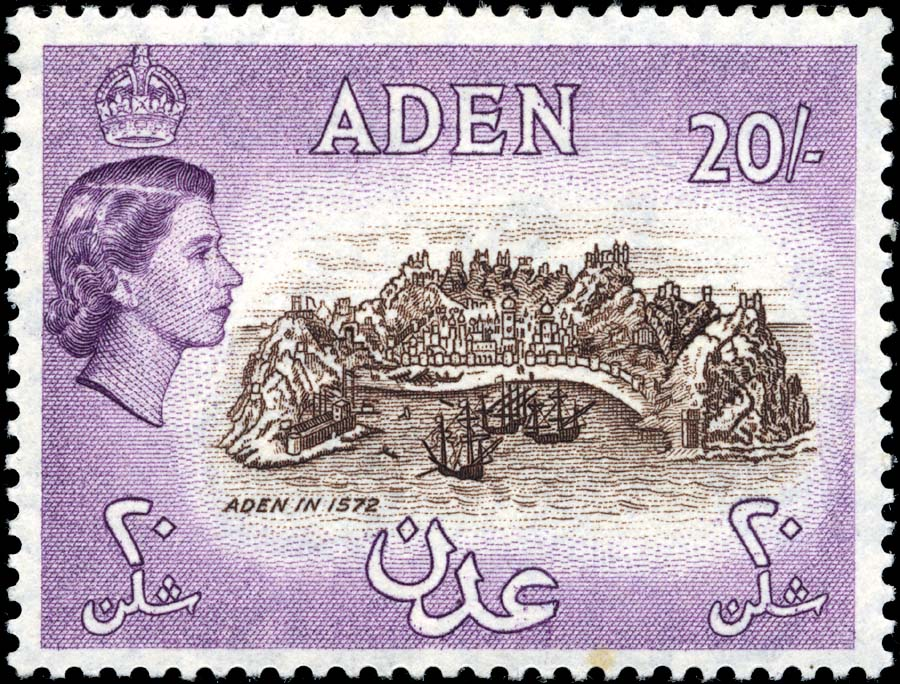
Аден в 1572 году
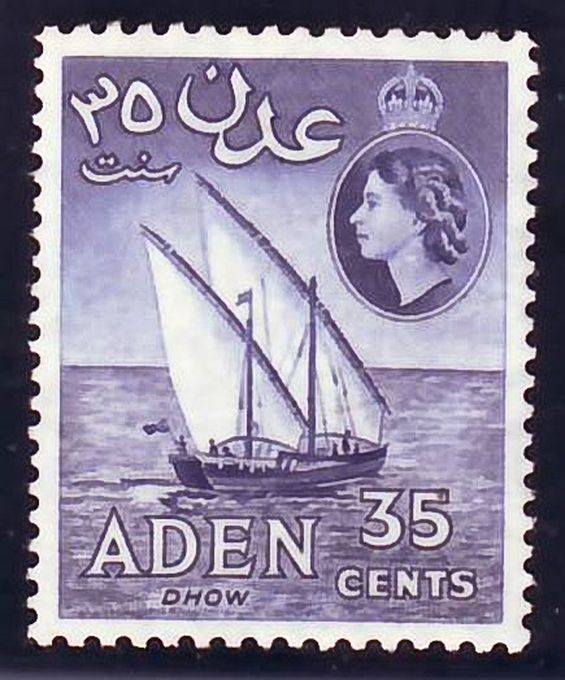
Судно доу
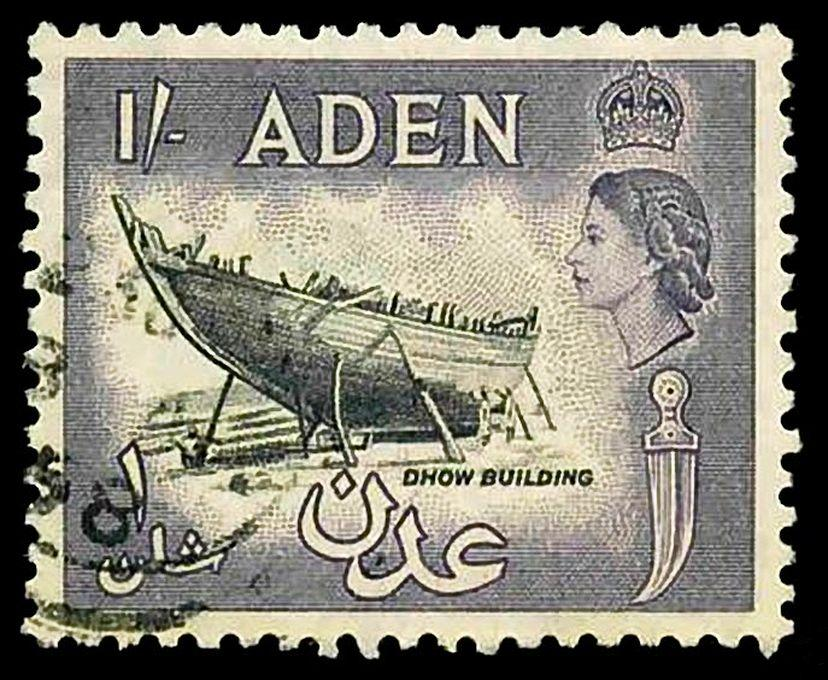
Постройка доу

### Окончание колониальной зависимости
В 1965—1967 годах, после перехода бывшей колонии в состав Федерации Южной Аравии на правах Штата Аден, в обращении здесь находились почтовые марки Федерации Южной Аравии[≡].

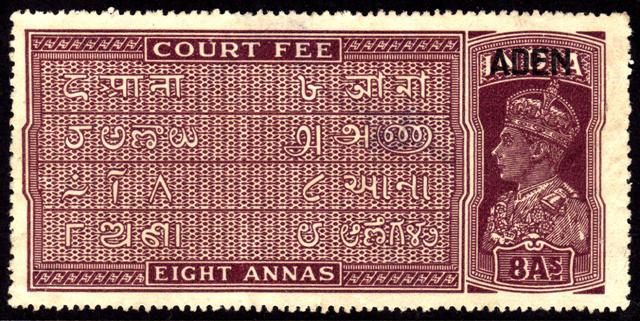
Марка для оплаты судебных сборов (1937), изданная в Британской Индии, с надпечаткой «ADEN» для использования в только что ставшей отдельной Аденской колонии

С 1967 года стали употребляться почтовые марки Народной Республики Южного Йемена (с 1970 года именуемой Народной Демократической Республикой Йемен).